# Luka Bebić
Luka Bebić (Desne, 1937. augusztus 21.) horvát politikus, agrármérnök. A Horvát Köztársaság 4. honvédelmi minisztere. A 6. ciklusban a horvát parlament elnöke.

## Élete és pályafutása
Luka Bebić 1937. augusztus 21-én született a Kula Norinska melletti Desne faluban. Az általános iskolát Kula Norinskán és Dubrovnikban, a középiskolát Kaštel Lukšićban végezte. Ezután a Szarajevói Egyetem Mezőgazdasági Karán szerzett agrármérnöki diplomát, majd a Zágrábi Egyetemen kapott posztgraduális diplomát.
Szarajevói iskolai tanulmányai során a Jugoszláv Kommunisták Szövetségének tagja lett, majd a Vlašić-i Hegyvidéki Mezőgazdasági Birtokon kapott állást. Visszatérve Metkovićra először a Városi Bíróság telekkönyvi osztályának vezetője, majd az önkormányzat titkára és a Metkovići Városi Képviselőtestület elnöke lett. Ezt a pozíciót egészen 1975-ig töltötte be, amikor kizárták a kommunista pártból. Ezt követően a „Napredak” és a „Koteks” kereskedelmi vállalatoknál dolgozott.
1989 szeptemberében a Horvát Demokratikus Közösség (HDZ) tagja lett. 1990-től számos politikai tisztséget töltött be. 1991. július 31-től 1991. szeptember 18-ig honvédelmi miniszter volt. Hat alkalommal választották be a horvát parlamentbe. Az ötödik ciklusban (2003-2008) az Országgyűlés alelnökeként, az Országos Bizottság alelnökeként, az Alkotmányügyi, Ügyrendi és Politikai Bizottság tagjaként tevékenykedett, valamint a HDZ Képviselői Testületének elnöke volt. 2008. január 11-én, a horvát parlament hatodik ciklusának alakuló ülésén megválasztották a parlament elnökévé. Passzív olasz és orosz nyelvtudással rendelkezik.

## Fordítás
Ez a szócikk részben vagy egészben  a   Luka Bebić című horvát Wikipédia-szócikk ezen változatának fordításán alapul.  Az eredeti cikk szerkesztőit annak laptörténete sorolja fel. Ez a jelzés csupán a megfogalmazás eredetét és a szerzői jogokat jelzi, nem szolgál a cikkben szereplő információk forrásmegjelöléseként.